# Сауґа (селище)
Сауґа (ест. Sauga) — селище в Естонії, у волості Торі повіту Пярнумаа.
Розташовується в центрі повіту, поблизу узбережжя Ризької затоки. У 1992—2017 роках поселення було адміністративним центром волості Сауґа.